# Neola (Iowa)
Neola es una ciudad ubicada en el condado de Pottawattamie en el estado estadounidense de Iowa. En el Censo de 2010 tenía una población de 842 habitantes y una densidad poblacional de 703,68 personas por km².

## Geografía
Neola se encuentra ubicada en las coordenadas 41°27′6″N 95°37′3″O / 41.45167, -95.61750. Según la Oficina del Censo de los Estados Unidos, Neola tiene una superficie total de 1.2 km², de la cual 1.19 km² corresponden a tierra firme y (0.65%) 0.01 km² es agua.

## Demografía
Según el censo de 2010, había 842 personas residiendo en Neola. La densidad de población era de 703,68 hab./km². De los 842 habitantes, Neola estaba compuesto por el 98.81% blancos, el 0.24% eran afroamericanos, el 0.12% eran amerindios, el 0.12% eran asiáticos, el 0% eran isleños del Pacífico, el 0.48% eran de otras razas y el 0.24% pertenecían a dos o más razas. Del total de la población el 2.73% eran hispanos o latinos de cualquier raza.